# 均州城

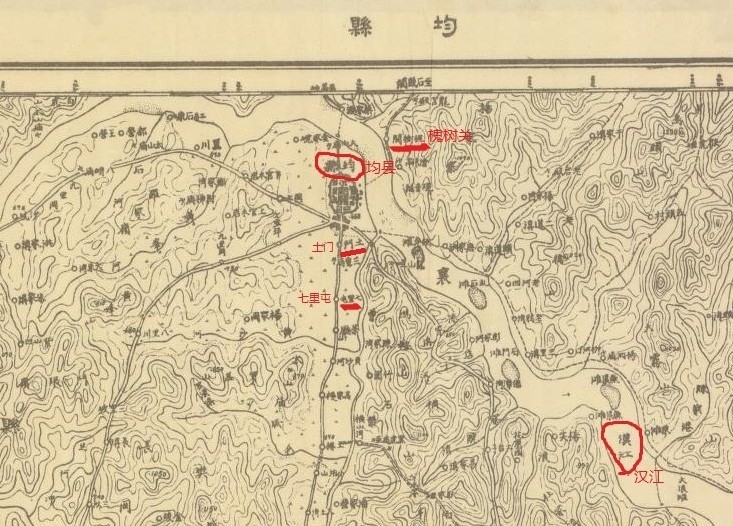
均县民国时期地图

均州城或称均州古城是一座淹没于湖北省丹江口市附近的丹江口水库下的历史名城。隋朝开皇五年（585年），取均水之名而设均州。有“纸糊的郧阳，铁打的均州”之美誉，曾是均县人民政府的驻地。

## 历史

### 古代史
均州远古时期属‘三苗’之地，名为均陵。夏代属于荆州，商称“南土”，西周为豫州辖。春秋属麇国，战国属楚及韩。秦昭王九年（前298年），秦大将白起率兵攻取均陵，因有武当名山，昭王在均州置武当县。秦昭王33年（前274年）置南阳郡，武当县属南阳郡。
新朝末年，天下大乱，大将延岑造反屯兵于均州，在此筑土城，史称“延岑城”。汉光武帝四年（28年）春，邓禹率护复汉将军邓晔、辅汉将军于匡在均州交战，延岑战败，均州土城被废，武当县治驻地移往梅溪庄（今老营宫）。
南北朝宋武帝在永初元年（420年）将始平郡郡治驻地从襄阳移至均州城，史称“南始平郡”。宋文帝元嘉末（452年），武当县治所从梅溪庄（老营宫）又移到延岑城。北周明帝武成元年（559年）令狐整请旨将丰州州治驻地移到延岑城。
隋朝开皇五年(585年)，改丰州为均州。605年（大业元年），均州废止，所属县由淅州移管。唐朝显庆4年（659年），武当县县治驻地移至梅溪庄。武当县隶属于均州。
明朝洪武二年（1369年），武当县入均州，均州管辖郧县和上津县。成化十二年（1476年）属襄阳府，沿至清末。

### 近代史
1911年，均州改为均县。1948年均县被中国共产党占领。1967年11月，丹江口大坝下闸蓄水，将均州古城淹没。

## 地理环境
均州位于东经111°11´，北纬32°41´。丹江水从均州城北边的沙洲（沧浪洲）经过槐树关和沧浪亭向南经过均州城东南部的于龙山脚下向东流去。均州城呈正子午向。西临关门山，关门山与均州城之间有约1.50千米史称西岗的黄土台地。

## 古城风貌
均州古城，周长七公里，高二丈五尺，宽一丈二尺，城墙全部用十五公斤一块的青砖砌成。城池结构坚固。位于城内的净乐宫作为武当山古建筑群中“八宫”之首，与北京故宫同时建造。

## 古均州八景
“古均州八大景”是均州最为著名的自然景观，传说，清道光皇帝曾听说均州城有“八大景”，风景自然天成，神奇瑰丽，且弥漫武当仙气，道光帝便想前去观光，后有大臣进谏说均州正值灾荒，盗贼横行，恐有安全之忧，道光便打消了前往均州的念头。均州八景如下：
龙山烟雨是指发生在龙山上的一种奇特自然景观，据《均州志》记载：“山雨欲来风满楼，均州有雨观龙山。”即每当天气将要发生变化时，龙山上便升腾起袅袅烟雾，这就预示雨天即将来到。此刻，山如烟雾中腾龙，塔似海市蜃楼，宛如仙境一般。 
沧浪绿水，均州东山有沧浪亭，隔汉水即与沧浪洲相对，沧浪亭与均州城隔汉水遥遥相望，此地山林青翠，鸟语花香，相映汉水，被称为“沧浪绿水”。
天柱晓晴，均州城南与南川平相连。站在南城门楼上远眺，天柱峰尽收眼底，特别是晴天的黎明，大地一片漆黑，唯天柱峰清晰可见，一柱擎天的雄姿历历在目，是因太阳光已照在峰巅的金殿上，霞光四射，故曰“天柱晓晴”。剩余几景是东楼望月，槐荫古渡，黄峰晚翠，雁落莲池和方山晴雪。

## 参看
- 李官桥镇
- 丹江口市
- 遂安县城